# 天津医科大学临床医学院
天津医科大学临床医学院，始建于2004年，位于天津市滨海新区大港学苑路167号，是依托于天津医科大学开展本科层次教学的独立学院。附属医院为天津市滨海新区海滨人民医院。
学院主办方为天津医科大学，合作方为王小毛实际控制的天津浩天投资控股有限公司。